# Dan D'Antoni
Dan D'Antoni, né le 9 juillet 1947 à Mullens, Virginie-Occidentale, est un entraîneur de basket-ball italo-américain. Après 30 ans d'entraîneur à Socastee High School, il devient en 2005 entraîneur-assistant de son frère cadet Mike aux Suns de Phoenix. En 2008, il suit son frère pour l'assister chez les Knicks de New York. En 2012, ils partent tous les deux pour les Lakers de Los Angeles.

## Biographie

### Carrière universitaire
Dan D'Antoni effectue son cursus universitaire avec le Thundering Herd, de l'université Marshall à Huntington en Virginie-Occidentale.

### Entraîneur
En 1970 il devient l'entraîneur de l'équipe.